# Hoyos de Miguel Muñoz
Hoyos de Miguel Muñoz település Spanyolországban, Ávila tartományban. Hoyos de Miguel Muñoz Navadijos, San Martín del Pimpollar és Navarredonda de Gredos községekkel határos. Lakosainak száma 27 fő (2024).

## Népesség
A település népessége az utóbbi években az alábbiak szerint változott:
| Lakosok száma | 50   | 49   | 46   | 45   | 43   | 36   | 34   | 28   | 26   | 27   |
|               | 2001 | 2004 | 2006 | 2009 | 2011 | 2014 | 2016 | 2019 | 2021 | 2024 |